# إرلينغ كريستيانسن
إرلينغ كريستيانسن (بالنرويجية البوكمول: Erling Kristiansen)‏ هو دراج نرويجي، ولد في 3 أكتوبر 1923 في كريستيانية في النرويج، وتوفي في 25 يوليو 2009 في آكرشوس في النرويج.

## وصلات خارجية
- إرلينغ كريستيانسن على موقع أرشيف الدراجات (الإنجليزية)
- إرلينغ كريستيانسن على موقع إحصائيات الدراجات الإحترافية (الإنجليزية)
- إرلينغ كريستيانسن على موقع أوليمبيديا (الإنجليزية)